# Tewkesburyi csata
A tewkesburyi csata a rózsák háborújának egyik ütközete volt, amelyet 1471. május 4-én vívtak. A csata lezárta a trónért folyó háború második nagy szakaszát: IV. Eduárd győzelme VI. Henrik felett, a Lancaster-trónörökös, Lancasteri Eduárd walesi herceg halála, amelyet kevéssel apja elhunyta követett, valamint Anjou Margit angol királyné bebörtönzése szertefoszlatta a Lancaster-álmokat, és 14 év békét hozott Angliába.

## Előzmények
A barneti csata napján, 1471. április 14-én Anjou Margit angol királyné és fia, Lancasteri Eduárd walesi herceg, valamint Lancaster-párti támogatóik visszatértek franciaországi száműzetésükből Angliába. A 
Weymouth-nál partra szálló királyné csatlakozott a Somerset hercege által vezetett csapatokhoz, és Walesbe indultak, ahol számíthattak Jasper Tudor segítségére.
IV. Eduárd, Anglia York-házi uralkodója Windsorban volt, amikor értesült a csapatmozgásokról. Mivel a barneti csata után szélnek eresztette katonáit, gyorsan kellett új sereget toboroznia. Abingdon felé indult, hogy még Wales előtt megállítsa a királyné és Somerset csapatait, és április 30-án megérkezett Cirencesterbe.
A Lancasterek késésben voltak, mert ellátmányért kitérőt tettek Bristol. Gloucesternél nem tudtak átkelni a Severn-folyón, mert a város nem engedte őket be, ugyanis az uralkodó azt az utasítást adta az elöljáróknak, hogy tartsanak ki, ameddig csak tudnak. Ostromra nem volt idő, ezért Somerseték északra fordultak, hogy Tewkesburynél, ahol volt egy gázló, átkeljenek a Severn-folyón. Eduárd Sodburynél éppen csak lemaradt arról, hogy megütközzön ellenfeleinél, Tewkesburynél azonban utolérte őket.
A településhez először a Lancasterek érkeztek meg május 3-án. A csapatok keményen meneteltek, 16 óra alatt 38 kilométert tettek meg, ezért elég kimerültek voltak. Somerset úgy döntött, megáll és felveszi a harcot a nyomában lihegő Yorkokkal, mert félt, hogy a nehézkes folyami átkelés közben csapnak le rá. A Lancasterek vezérének így módja nyílt arra, hogy megválassza a csatateret.

## Az ütközet
Másnap reggel, május 4-én a mostani Gastons és Gupshill Manor között állította fel seregét. A balszárny a Swillgate-folyóra, igazából egy patakra támaszkodott, míg a jobbszárny egy lejtős területen állt fel, amelynek nyugati oldalát egy patak határolta. IV. Eduárd a Lancasterekkel párhuzamosan sorakoztatta fel seregét. Kétszáz lovast egy erdő hegyre küldött, amely serege és a Severn között magasodott.
A Lancaster-sereg nagyobb létszámú volt, mint a York-csapat, nagyjából öt-hat ezren voltak, míg ellenfelük létszámát mintegy négy-öt ezerre teszik. A keleti szárnyat Somerset, a centrumot Eduárd herceg és Wenlock báró, a nyugati szárnyat pedig John Courtenay, Devon 15. grófja vezette. IV. Eduárd seregének keleti szárnyát Gloucester hercege, a későbbi III. Richárd angol király, a centrumot az uralkodó maga, a nyugati szárnyat pedig William Hastings, Hastings 1. bárója irányította.
A királyi sereg nyílzáporral és muskétalövésekkel kezdte meg a csatát, amelynek zöme Somerset szárnyára irányult. IV. Eduárd ezután serege középső divíziójával elindul a Lancasterek felé, de előrehaladását akadályozta az egyenetlen, sövényekkel tagolt terep. Somerset, félelmében a nyilaktól, vagy abban a reményében, hogy legyőzheti IV. Eduárdnak serege többi részétől elszakadó centrumát, támadásra vezette embereit. Megpróbálta átkarolni a király csapatát, de visszaverték. A korabeli krónikák szerint a visszavonuló Somerset annyira dühös volt Lord Wenlockra, aki ígérete ellenére nem segítette, hogy gyávának nevezte, majd egy csatabárddal megölte.
A nyugati szárny összeomlása lehetőséget adott Gloucester hercegének és a királynak, hogy előrenyomuljanak. Az erdőből kitört a kétszáz lovas, és oldalba támadta Somerset védtelen szárnyát. A demoralizált Lancaster-csapatokat a város és a folyó felé szorították, sokan vízbe fulladtak menekülés közben. Míg Somerset kétezer embert veszített, addig IV. Eduárd katonái közül csak 500 halt meg a csatatéren.

## Következmények
VI. Henrik fia, a trónörökös vagy az ütközetben esett el, vagy azt követően azonnal meggyilkolták. A Lancaster-vezetők közül sokan a közeli apátságban kerestek menedéket, de 1471. május 6-án a katonák kirángatták, majd egy gyors tárgyaláson halálra ítélték őket. Tewkesbury piacterén lefejezettek között volt Somerset hercege is. Fogságba esett Anjou Margit, akit először a Wallingford várba, majd a londoni Towerbe zártak.
1471 május 21-én IV. Eduárd visszatért a fővárosba, és arra kötelezte a királynét, hogy kocsizzon végig vele az utcákon, hadd lássa mindenki a vereségét. Ennek a napnak az éjszakákán meghalt VI. Henrik a Towerban. Hivatalosan a fia halála miatt érzett fájdalma végzett vele, de elképzelhető, hogy megölték. Margit 1475-ig fogságban volt, akkor unokatestvére, XI. Lajos francia király kiváltotta. IV. Eduárd helyzete megszilárdult, a trónját fenyegető valamennyi veszély elmúlt.